# Nach Auschwitz ein Gedicht zu schreiben, ist barbarisch
„Nach Auschwitz ein Gedicht zu schreiben, ist barbarisch“ ist eine Aussage Theodor W. Adornos aus seinem Aufsatz Kulturkritik und Gesellschaft, der im Jahr 1949 geschrieben und 1951 erstmals veröffentlicht wurde. Der Satz wurde unterschiedlich interpretiert: Er wurde als generelles Verdikt gegen jegliche Dichtung nach dem Holocaust, als konkretes Darstellungsverbot von Gedichten über Auschwitz und die Konzentrationslager oder als bloßes provokatives Diktum verstanden. Das konkret über die Lyrik gefällte Urteil wurde auf die Literatur oder die Kunst im Allgemeinen erweitert.
Adorno erklärte und modifizierte die Aussage mehrfach; späte Äußerungen wurden als Revision oder Widerruf der ursprünglichen These verstanden. Der Aufsatz Kulturkritik und Gesellschaft entstand nach der Zeit des Nationalsozialismus aus einem grundlegenden Misstrauen gegenüber den Möglichkeiten der Kultur, aber auch der Kulturkritik, und formulierte eine dialektische Position. Die Öffentlichkeit nahm aber überwiegend nur die pointierte Einzelthese wahr: „Nach Auschwitz ein Gedicht zu schreiben, ist barbarisch.“ Der Satz wurde über Jahrzehnte hinweg von Philosophen, Literaturwissenschaftlern und Schriftstellern kontrovers diskutiert und rief den Widerstand von Lyrikern auf den Plan, die mit Gegenthesen oder dichterischen Werken auf die Aussage reagierten. Die Auseinandersetzung um Adornos Satz wurde für Robert Weninger „zum vielleicht wichtigsten Drehpunkt des ästhetischen Diskurses der Nachkriegszeit“. Laut Günther Bonheim gibt es „innerhalb der deutschen Literaturgeschichte wahrscheinlich keine zweite Aussage über Literatur, die eine solche Bekanntheit erlangt hat wie diese“.

## Adornos Aussagen
Die These „Nach Auschwitz ein Gedicht zu schreiben, ist barbarisch“ entstammt dem Aufsatz Kulturkritik und Gesellschaft, den Theodor W. Adorno 1949 schrieb und 1951 erstmals im Rahmen einer Festschrift für den Soziologen Leopold von Wiese veröffentlichte. Der vollständige Satz aus Kulturkritik und Gesellschaft lautet:

„Kulturkritik findet sich der letzten Stufe der Dialektik von Kultur und Barbarei gegenüber: nach Auschwitz ein Gedicht zu schreiben, ist barbarisch, und das frisst auch die Erkenntnis an, die ausspricht, warum es unmöglich ward, heute Gedichte zu schreiben.“

Dabei greift die so genannte „Dialektik von Kultur und Barbarei“ eine These Adornos und Max Horkheimers aus ihrem gemeinsamen Werk Dialektik der Aufklärung auf, nach der die Kultur auf ihrem Höchststand von Zivilisation und Aufklärung in die Verdinglichung des Menschen und somit in Barbarei und Totalitarismus umzuschlagen drohe, wofür gerade auch der Nationalsozialismus als Beispiel dienen könne. In Kulturkritik und Gesellschaft bekundet Adorno nach der Erfahrung des Holocausts ein grundlegendes Misstrauen gegenüber der gesamten Kultur inklusive der Kulturkritik. Auch die Kulturkritik teile „mit ihrem Objekt dessen Verblendung“ und lenke vom eigentlichen Grauen ab. Insofern müsse eine dialektische Kulturkritik an der Kultur „teilhaben und nicht teilhaben“. Dies führt zu dem widersprüchlichen Urteil, dass einerseits Gedichte nach Auschwitz „barbarisch“ seien, gleichzeitig aber auch die Kritik an ihnen fragwürdig sei.
Im 1962 erschienenen Essay Jene zwanziger Jahre kehrt Adorno vor dem Hintergrund einer künstlerischen Wiederkehr der 1920er Jahre zu der Frage einer Kultur nach Auschwitz zurück und beschreibt eine „gegenwärtige kulturelle Aporie“, während er sich erstmals für den Fortbestand einer Kunst nach Auschwitz ausspricht:

„Der Begriff einer nach Auschwitz auferstandenen Kultur ist scheinhaft und widersinnig, und dafür hat jedes Gebilde, das überhaupt noch entsteht, den bitteren Preis zu bezahlen. Weil jedoch die Welt den eigenen Untergang überlebt hat, bedarf sie gleichwohl der Kunst als ihrer bewußtlosen Geschichtsschreibung. Die authentischen Künstler der Gegenwart sind die, in deren Werken das äußerste Grauen nachzittert.“

Im gleichen Jahr bekräftigt und erläutert Adorno im Essay Engagement sein Urteil über die Dichtung nach Auschwitz:

„Den Satz, nach Auschwitz noch Lyrik zu schreiben, sei barbarisch, möchte ich nicht mildern; negativ ist darin der Impuls ausgesprochen, der die engagierte Dichtung beseelt.“

Adorno erkennt grundsätzlich die Entgegnung Hans Magnus Enzensbergers an, „die Dichtung müsse eben diesem Verdikt standhalten“. Zudem bestätigt er die Notwendigkeit einer künstlerischen Bewahrung: „Das Übermaß an realem Leiden duldet kein Vergessen.“ Dennoch berge die künstlerische Umsetzung die Gefahr einer ästhetischen Stilisierung hin zu einem „Genuß“ und einem „Sinn“: „es wird verklärt, etwas von dem Grauen weggenommen; damit allein schon widerfährt den Opfern Unrecht, während doch vor der Gerechtigkeit keine Kunst standhielte.“
1966 hingegen in einer Passage aus Negative Dialektik revidiert Adorno seine These teilweise:

„Das perennierende Leiden hat soviel Recht auf Ausdruck wie der Gemarterte zu brüllen; darum mag falsch gewesen sein, nach Auschwitz ließe sich kein Gedicht mehr schreiben. Nicht falsch aber ist die minder kulturelle Frage, ob nach Auschwitz noch sich leben lasse, ob vollends es dürfe, wer zufällig entrann und rechtens hätte umgebracht werden müssen.“

Auch nach diesem partiellen Widerruf der ursprünglichen Aussage beharrt Adorno, Auschwitz habe „das Mißlingen der Kultur unwiderleglich bewiesen.“: „Alle Kultur nach Auschwitz, samt der dringlichen Kritik daran, ist Müll.“ Mit ihrer Unterstützung mache man sich zum Helfershelfer, mit ihrer Verweigerung befördere man die Barbarei. „Nicht einmal Schweigen kommt aus dem Zirkel heraus; es rationalisiert einzig die eigene subjektive Unfähigkeit mit dem Stand der objektiven Wahrheit und entwürdigt dadurch diese abermals zur Lüge.“
Später erklärt Adorno, seine Aussage „Nach Auschwitz ein Gedicht zu schreiben, ist barbarisch“ sei nicht als Verbot gemeint gewesen und ziele nicht bloß auf Gedichte, sondern Kultur im Generellen, wobei er dem Leiden das „Recht auf Ausdruck“ zubillige. Kunst bleibe nötig als der „geschichtliche Sprecher unterdrückter Natur“. In seiner Ästhetischen Theorie von 1970 stellt er sich gegen jedes Verbot der Kunst, jedes totalitäre Verdikt und urteilt etwa über Paul Celan, in dessen Werken er ebenso sein Ideal einer Kunst verwirklicht sieht wie bei Samuel Beckett und Franz Kafka:

„Diese Lyrik ist durchdrungen von der Scham der Kunst angesichts des wie der Erfahrung so der Sublimierung sich entziehenden Leids. Celans Gedichte wollen das äußerste Entsetzen durch Verschweigen sagen. Ihr Wahrheitsgehalt selbst wird ein Negatives.“

## Diskurs
Als Adorno diese „apodiktische Formulierung“ prägte, die sich zum „Topos der Literaturtheorie, zumal der Kritischen“ entwickeln sollte, gab es bereits „Gedichte über Auschwitz“ wie Paul Celans Todesfuge, den 1949 veröffentlichten Zyklus In den Wohnungen des Todes von Nelly Sachs oder das 1945 entstandene Gedicht Armer Christ sieht das Ghetto von Czesław Miłosz, die Adorno vermutlich nicht gekannt hatte. Offenbar sind es genau solche Gedichte gewesen, die ihn später an seinem eigenen Urteil zweifeln ließen. „Der Satz aus Kulturkritik und Gesellschaft, so abschließend, ja endgültig er auch formuliert sein mag, stellt tatsächlich eher den Beginn von Adornos Nachdenken über Lyrik nach dem Holocaust dar“, meinte Dieter Lamping.
Der Beginn der kritischen Auseinandersetzung mit Adornos Darstellungsverbot, das Wolfdietrich Schnurre als „niederknüppelndes Verdikt“ bezeichnete, ist nach Lamping auf Hans Magnus Enzensbergers Rezension Die Steine der Freiheit von Gedichten der Nelly Sachs zurückzuführen. Enzensberger mahnte eine Widerlegung von Adornos Ausspruch an. In ihren Gedichten gebe es keine Sprache für die Henker, Mitwisser und Helfershelfer, vielmehr sprächen die Gedichte von dem, „was Menschengesicht hat, von den Opfern“. In einer Auseinandersetzung mit Enzensbergers Argumenten wollte Adorno seine Aussage zwar nicht „mildern“, gestand jedoch ambivalent differenzierend zu: „Aber jenes Leiden […] erheischt auch die Fortdauer von Kunst, die es verbietet; kaum woanders findet das Leiden noch seine eigene Stimme, den Trost, der es nicht sogleich verriete“.
Peter Härtling schränkte im Hinblick auf Adornos These 1967 ein: „Nach Auschwitz sind Gedichte geschrieben worden, über Auschwitz nicht; auch Celans Todesfuge paraphrasiert nur unvergleichlich das Echo der Todesschreie. Den Mord macht sie nicht sichtbar. Wir haben keine Poetik gefunden, die das Entsetzen unserer Zeitgenossenschaft reflektiert.“ In seinem Imre-Kertész-Wörterbuch fasste László F. Földényi unter dem Stichwort Atonalität die Interpretation des Schriftstellers und Nobelpreisträgers zu Adornos Aussage zusammen: Was dieser im Sinn gehabt haben mag, habe Kertész mit Adornos Lieblingskomponisten Arnold Schönberg genauer formuliert: „Nach Auschwitz läßt sich nur noch in einer atonalen Sprache authentisch schreiben“.

## Celans Lyrik
Insbesondere Celans bekanntes Gedicht Todesfuge, in den Jahren 1944 bis 1945 entstanden und 1947 erstmals veröffentlicht, wurde „zum Brennpunkt“ von Adornos Wort, das nach Ruth Klüger in einem Kontext zu sehen ist, in dem „über das dialektische Verhältnis von Kultur und Barbarei gehandelt wird“. Die über zwei Jahrzehnte währende Klärung der Position Adornos begleitet die Erschließungsgeschichte von Celans Gedicht. Celan selbst hatte Adornos These von sich gewiesen: „Was wird hier als Vorstellung von Gedicht unterstellt? Der Dünkel dessen, der sich untersteht hypothetisch-spekulativerweise Auschwitz aus der Nachtigallen- oder Singdrossel-Perspektive zu betrachten oder zu berichten“. Mit ähnlicher Schärfe reagierte Wolfdietrich Schnurre: „Haben die ich-bezogenen Gedichte des Andreas Gryphius den Greueln des Dreißigjährigen Krieges standgehalten oder nicht. Sie haben ihnen ebenso standgehalten, wie Celans Todesfuge den Akten des Frankfurter Auschwitz-Prozesses standhält“. Die menschliche Sprache sei nicht zum Verstummen, „sie ist zum Sprechen gedacht“. Hilde Domin, Marie Luise Kaschnitz, Ernst Meister, Ruth Klüger und weitere Stimmen betonten die Legitimation ihres Dichtens und die tröstende Kraft der Sprache. Auch Celan bekannte sich entgegen dem Diktum Adornos in seiner Bremer Literaturrede (1958) zur Macht der Sprache: „Erreichbar, nah und unverloren blieb inmitten der Verluste dies eine: die Sprache. Sie, die Sprache blieb unverloren, ja, trotz allem.“ Als Adorno sein Verdikt zurücknahm, geschah dies auch „unter dem Eindruck vor allem der Holocaust-Lyrik Celans“.
Der Literaturwissenschaftler Alexis Nouss schrieb, dass das Überleben der Deportation in die Konzentrationslager und das Postume (als « temps d’Auschwitz » (deutsch: „Zeit von Auschwitz“)) den Begriff des Danach, die Unterscheidung von Davor und Danach aufheben. In Bezug zu Adornos Verdikt:

« La fameuse proposition d’Adorno peut se comprendre dans cet éclairage: écrire un poème après Auschwitz serait barbare, car il n’y a pas d’après, au sens que la notion est vide; et tenter d’en maintenir ou d’en rétablir un serait moralement condamnable, conceptuellement vain, et barrerait l’issue d’un avenir qui doit être redéfini dans une nouvelle philosophie de l’histoire, radicalement nouvelle, seul moyen de ne pas retomber dans la catastrophe. […] Écrire un poème après Auschwitz serait barbare: après mais pas dans le temps d’Auschwitz. Une poétique du posthume qui est celle de Celan. »

„Die berühmte Aussage Adornos lässt im Angesichts dieser Erkenntnis verstehen: Ein Gedicht nach Auschwitz zu schreiben, wäre barbarisch, weil kein Danach existiert, in dem Sinne, dass der Begriff leer ist; und zu versuchen, es aufrechtzuerhalten oder zu reetablieren, wäre moralisch verwerflich, konzeptuell hinfällig, und stünde dem Ausweg einer Zukunft entgegen, die in einer neuen Geschichtsphilosophie wieder definiert werden muss, radikal neu, einziges Mittel, nicht in die Katastrophe zurückzufallen. […] Ein Gedicht nach Auschwitz zu schreiben, wäre barbarisch: nach, aber nicht in der Zeit von Auschwitz. Eine Poetik des Postumen wie die Celans.“

## Verarbeitungen in der Lyrik
Nicht nur über Auschwitz und den Holocaust haben Lyriker Gedichte wie die Todesfuge geschrieben. Auch Adornos These wurde von ihnen aufgegriffen und ihrerseits in Gedichten verarbeitet. Das Spektrum der Reaktionen reicht von Widerspruch und Protest bis Ironie. So fragt Robert Gernhardt, ob man „nach all dem Morden, all dem Vernichten“ noch dichten dürfe und antwortet mit einem gereimten performativen Widerspruch:

„Die Antwort kann nur folgende sein:
 Dreimal NEIN!“

Peter Rühmkorf dreht das Verbot schlicht gegen seinen Verfasser um:

„A propos, von wem stammt eigentlich das Zitat
 ‚Nach Auschwitz kann man keinen Adorno mehr lesen‘?“

Auch Kurt Drawert verkehrt die Aussage in seiner resignierenden Aufzählung, dass man gegen alles nichts machen könne:

„Und so stimmt es: nach Auschwitz
 haben die Deutschen
 nur noch ein Recht
 auf Gedichte.“

Richard Exner beginnt sein Gedicht Nach Auschwitz mit der Frage „Keine Gedichte mehr?“ Am Ende zieht er das Fazit „Dennoch Gedichte“ und begründet:

„Seit Auschwitz […]
 ist nichts mehr
 unmöglich.
 Auch Gedichte nicht.“

Und Hans Sahl, für den Adorno Gedichte auf die Funktion von „Seelentröster[n]“ und „Butzenscheiben“ reduziert, schließt:

„Wir glauben, daß Gedichte
 überhaupt erst jetzt wieder möglich
 geworden sind, insofern nämlich als
 nur im Gedicht sich sagen läßt,
 was sonst
 jeder Beschreibung spottet.“

Für Petra Kiedaisch beweisen die dichterischen Antworten auf Adornos These ein ungebrochenes lyrisches Selbstverständnis. Gleichzeitig bestärke ihre Ablehnung der These jedoch diese erst, hebe erst der heftige Protest auf die verkürzte Aussage diese auf den Status eines Verbotes. Der Effekt der Gedichte sei damit ein Paradox.